# تبارشناسی

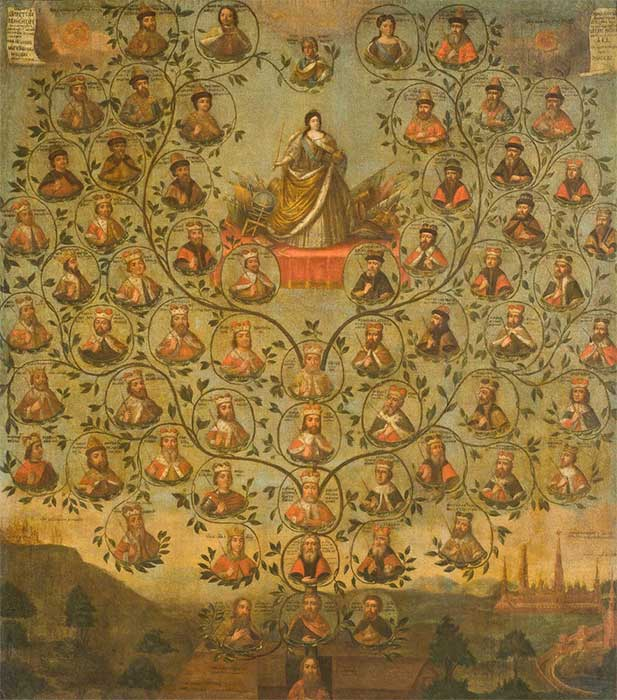
تبارشناسی یا نسب‌شناسی یا نسل‌شناسی

تبارشناسی، نسب‌شناسی، نسل‌شناسی یا ژِنِئالوژی (به انگلیسی: genealogy)
(در یونانی γενεά λόγος، در عربی علم الأنساب به معنی «دانش نسب‌ها») به دانستن تبار اشخاص و مطالعهٔ تبارنامه می‌گویند. تبارشناسی، در هر زمانی اهمیت بسیار داشته است، زیرا روابط اجتماعی و سیاسی بر اساس خویشاوندی بوده است (صهیونیسم، پان‌ترکیسم و پان‌عربیسم نمونه‌های بارز آن در حال حاضر است).
در جامعه‌هایی چون یونان باستان که اشراف قدرت را در دست داشتند، اصالت خون بسیار اهمیت داشت. در روم باستان، با حفظ تبار افراد، طبقات جامعه مشخص می‌شد؛ یعنی اشراف و طبقات آریستوکراسی از طبقات پست جدا می‌شدند. افرادی، نسب‌نامه افراد را مورد بررسی قرار می‌دادند؛ چنان‌که شغل یا مقام، با تبار او مطابقت نداشت، وی را وادار می‌کردند شغل و مقام خود را تغییر دهد.
در میان عرب‌ها، شناخت نسب اهمیت داشت و در رجزخوانی مورد توجه بود. بر اساس همین تبارشناسی، اتحاد قبایل به وجود می‌آید. تبارشناسان در بین عرب، نسابه خوانده می‌شدند. بعدها، با ظهور اسلام، مقامی به نام نقیب پدید آمد که تبار خاندان‌های مهم را شناسایی می‌کرد. کتاب‌های مهمی در زمینه تبارشناسی، در جهان اسلام نوشته شدند؛ از آن‌جمله کتاب الأنساب نوشته کلبی و الفصول‌الفخریه نوشته ابن‌عنبه است.
امروزه با دگرگونی‌هایی که در جامعه‌ها، به ویژه پس از انقلاب صنعتی پدید آمده است؛ بر اهمیت این دانش افزوده شده است. جابه‌جایی فراوان گروه‌های انسانی و دگرگونی در وضعیت و موقعیت زندگی خانوادگی، در اسرائیل و بالکان نمونه بارز آن است. امروزه حفظ انساب و مطالعات تبارشناسی آسان‌تر از گذشته انجام می‌پذیرد؛ مؤسسات ثبت احوال و صدور شناسنامه و نگهداری سوابق شناسنامه‌ای چون تاریخ تولد، ازدواج، طلاق و مرگ در دفاتر مخصوص این کار را آسان کرده است. امروزه نسب‌شناسی در مسائل حقوقی و کشف هویت اهمیت بسیار دارد. مورخان در تحقیقات تاریخی و دین‌شناسان در تحقیق علوم دینی به تبارشناسی اهمیت می‌دهند.